# Lijiapu (sockenhuvudort i Kina, Hunan Sheng, lat 29,50, long 111,92)
Lijiapu är en sockenhuvudort i Kina. Den ligger i provinsen Hunan, i den södra delen av landet, omkring 180 kilometer nordväst om provinshuvudstaden Changsha. Antalet invånare är 15 884. Befolkningen består av 7 892 kvinnor och 7 992 män. Barn under 15 år utgör 12,0 %, vuxna 15-64 år 74 %, och äldre över 65 år 12,0 %.
Runt Lijiapu är det tätbefolkat, med 493 invånare per kvadratkilometer. Närmaste större samhälle är Jinshi, 12,9 km norr om Lijiapu. Trakten runt Lijiapu består till största delen av jordbruksmark.
Genomsnittlig årsnederbörd är 1 706 millimeter. Den regnigaste månaden är maj, med i genomsnitt 303 mm nederbörd, och den torraste är december, med 32 mm nederbörd.